# Gale Sayers
Gale Eugene Sayers (Wichita, 30 maggio 1943 – Wakarusa, 23 settembre 2020) è stato un giocatore di football americano statunitense.
Conosciuto anche come “La cometa del Kansas”, è stato inserito nella Pro Football Hall of Fame nel 1977.

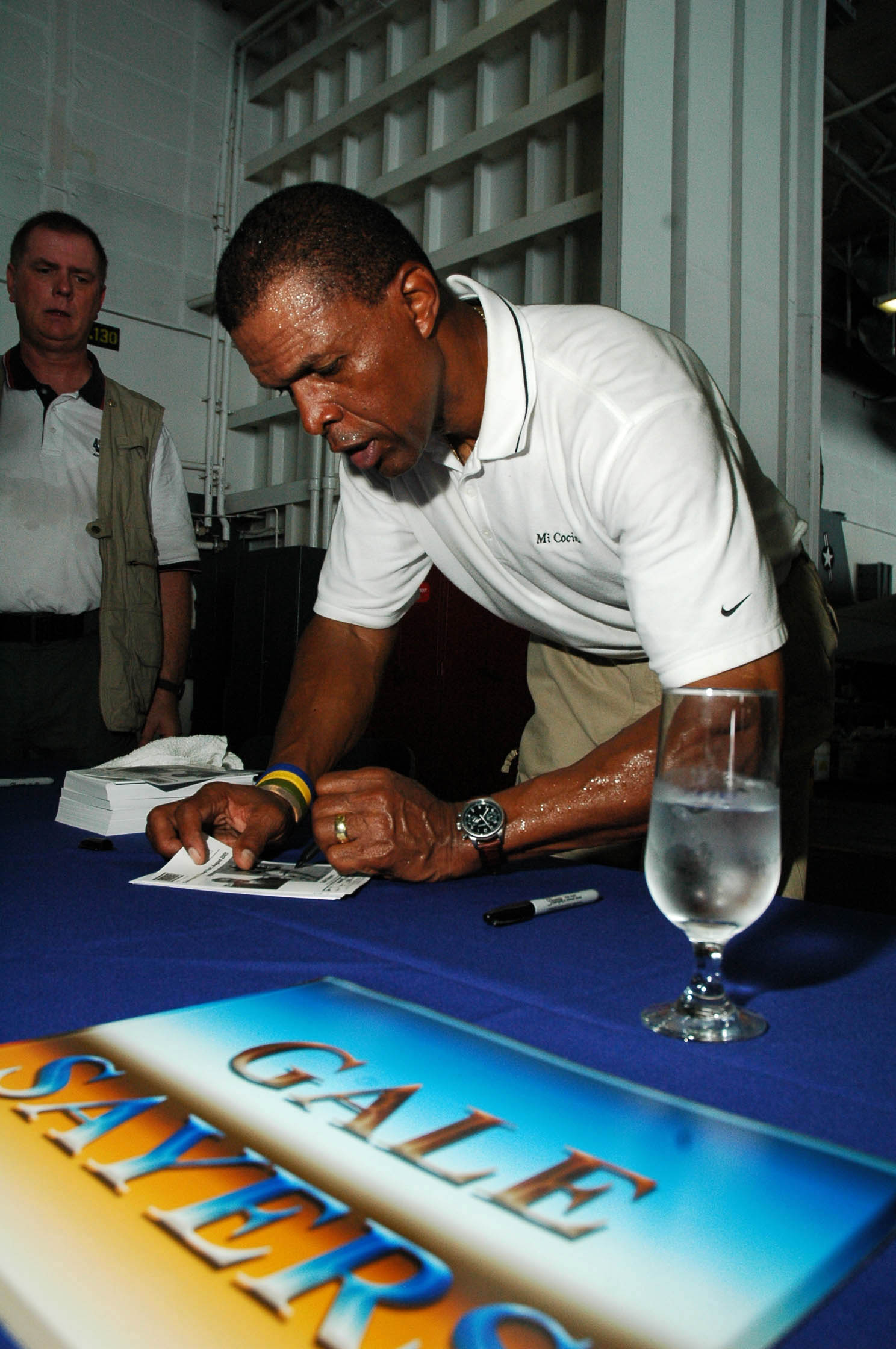
Gale Sayers a una sessione di autografi nel 2005.

Ha giocato sempre per i Chicago Bears nella NFL. È stato classificato al numero 22 tra i migliori cento giocatori di tutti i tempi da NFL.com. La sua amicizia fraterna, in un'epoca di violenti scontri razziali, con il compagno di squadra Brian Piccolo ha ispirato il film La canzone di Brian.

## Carriera professionistica

### 1965
Gale Sayers fu scelto come quarto assoluto nel draft NFL 1965 dai Chicago Bears della NFL e dai Kansas City Chiefs nel draft della American Football League, optando per firmare con Chicago. Nella sua stagione da rookie segnò un record NFL di 22 touchdown (14 su corsa, 6 su ricezione, uno da un ritorno da punt e uno da ritorno di kickoff). Guadagnò 1.374 yard dalla linea di scrimmage e 2,272 yard totali (un altro record, battuto in seguito da Tim Brown, il quale però giocò due partite in più di Sayers). Pareggiò anche il record di Ernie Nevers e Dub Jones per maggior numero di touchdown segnati in una partita, con sei nella vittoria 61-20 sui San Francisco 49ers il 12 dicembre.
Sayers mantenne una media di 5,2 yard a corsa e 17,5 yard per ricezione. Le sue medie nei ritorni furono di 14,9 yard nei ritorni da punt e 31,4 yards nei ritorni da kickoff. Venne unanimemente premiato come miglior rookie dell'anno. Malgrado le sue prestazioni, i Bears finirono al terzo posto nella NFL Western Conference (dietro Green Bay Packers e Baltimore Colts).

### 1966
Nella sua seconda stagione, malgrado fosse diventato oggetto di attenzioni speciali da parte delle difese avversarie, Sayers guidò la lega con 1.231 yard corse, a una media di 5,4 yard a portata con otto touchdown. Guidò i Bears con 34 ricezioni, 447 yard ricevute e altri due touchdown; superò anche i suoi risultati della stagione precedente nei ritorni, mantenendo una media di 31,2 yard a ritorno e 2 touchdown. Stabilì inoltre un nuovo record NFL con 2.440 yard totali malgrado i Bears fossero terminati quinti con un record di 5-7-2. Quell'anno, Sayers vinse il primo di tre titoli consecutivi di MVP del Pro Bowl.

### 1967
Nell'ultima stagione di George Halas come allenatore nella NFL, Sayers continuò a brillare. Dividendo i propri possessi con altri running back come Brian Piccolo (il primo backfield interraziale della storia della lega) Sayers corse 880 yard a una media di 4,7 a corsa. Ritornò tre kickoff in touchdown a una media di 37,7 yard a ritorno e ritornando raramente i punt, segnò comunque un altro touchdown. Chicago terminò al secondo posto nella nuova Central Division con un record di 7-6-1.

### Primo e secondo infortunio
Dopo le prime gare nove gare della stagione 1968, Sayers stava guidando la NFL in yard corse (terminò con 856 yard a una stratosferica media di 6,2 yard a corsa). Tuttavia la sua stagione terminò prematuramente in una gara contro i San Francisco 49ers in cui Sayers si ruppe diversi legamenti del suo ginocchio destro. Dopo l'intervento, Sayers si sottopose al processo di riabilitazione con l'aiuto del compagno di squadra Brian Piccolo.
Nel 1969 Sayers guidò ancora la NFL con 1.032 yard ma mancò della velocità fulminea che lo caratterizzava, mantenendo una media di "sole" 4,4 yard a portata. I Bears, lontani dagli anni di gloria di Halas, terminarono ultimi col peggior risultato della storia della franchigia, 1–13.
Nel 1970, Sayers soffrì un secondo infortunio al ginocchio, questa volta al sinistro. Piccolo morì di cancro quell'anno. Durante la riabilitazione, Sayers studiò per diventare un agente di cambio, divenendo il primo agente afroamericano della storia della sua compagnia. Tentò un ritorno nel 1971 ma senza successo. L'ultima gara di Sayers fu nella pre-stagione del 1972 quando commise due fumble su tre possessi, ritirandosi pochi giorni dopo.

### Record NFL
I record di Sayers includono il maggior numero di touchdown segnati in una stagione da rookie (22 nel 1965), maggior numero di touchdown in una partita (6, alla pari con Nevers, Jones e Alvin Kamara), più alta media di yard ritornate da kickoff in carriera (30,56) e maggior numero di touchdown segnati su ritorni in una partita (2, alla pari con diversi giocatori).

## Palmarès
- (4) Pro Bowl (1965, 1966, 1967, 1969)
- (5) All-Pro (1965–1969)
- (3) MVP del Pro Bowl (1966, 1967, 1969)
- Rookie offensivo dell'anno (1965)
- Formazione ideale della NFL degli anni 1960
- Formazione ideale del 75º anniversario della National Football League
- Formazione ideale del 100º anniversario della National Football League
- Numero 40 ritirato dai Chicago Bears
- Numero 48 ritirato dai Kansas Jayhawks
- Pro Football Hall of Fame
- College Football Hall of Fame